# Adelaida Gigli
Adelaida Gigli (Recanati, Italia, 5 de junio de 1927-Recanati, Italia, 14 de octubre de 2010) fue una artista ítalo-argentina.

## Biografía
Adelaida Gigli nació en Recanati, siendo la hija mayor del matrimonio entre el artista Lorenzo Gigli y María Teresa Valeiras. A la edad de 4 años, migró a Argentina junto a sus padres.
Estudió en la Facultad de Filosofía y Letras de la Universidad de Buenos Aires, donde conoció a su marido David Viñas. Producto de este matrimonio, nacieron sus dos hijos, María Adelaida Viñas y Lorenzo Ismael Viñas, ambos desaparecidos durante la dictadura militar argentina de 1976-1983.
En la década de 1950, escribió para las revistas El Grillo de Papel, Centro y formó parte del grupo editor de la revista Contorno, junto con David Viñas, Ismael Viñas y Susana Fiorito. La revista sufriría varios intentos de clausura y censura durante la dictadura de Pedro Eugenio Aramburu. En 1957 tras un allanamiento a la revista, Viñas, pareja de Gigli, le recomendó exiliarse en Venezuela donde se había formado una rica comunidad literaria de escritores argentinos exiliados de la autodenominada Revolución Libertadora.
Luego de un breve período de residencia en Venezuela, donde conoció la cerámica a manos de un pueblo prehispánico, comenzó con este arte, exponiendo sus obras en diversas ocasiones.
En 1976, con la dictadura argentina, se exilió primero en Brasil para, luego de un año, llegar a su pueblo natal, Recanati, donde permanecería hasta su muerte, ocurrida en el año 2010 a la edad de 83 años, luego de haber padecido la enfermedad de Alzheimer. Fue allí donde su obra se tornó más fuerte, tanto la relacionada con la escritura como con la cerámica, reflejando el dolor del exilio obligado y la desaparición forzada de sus hijos.

## Obras y exposiciones
- En 1962 expone en la Galería Pizzarro de Buenos Aires.
- En 1965 expone en la Galería Lirolay de Buenos Aires.
- En 1973 expone en la Galería Galatea de Buenos Aires.
- En 1976 expone en Salón de arte Luchetti de Buenos Aires.
- En 1979 expone en Galleria d'Arte La Ginestra de Recanati, Italia.
- En 1980 expone en Galleria d'Arte La Ginestra de Recanati, Italia.
- En 1980 expone en Centro Culturale Ambiente de Macerata, Italia.
- En 1981 expone en Galleria Comunale Palazzo Oliva de Sassoferrato, Italia.
- En 1981 expone en La Libellula de Bologna, Italia.
- En 1981 expone en Galleria “G. B. Salvi” de Sassoferrato, Italia.
- En 1982 expone en Circolo Culturale San Donato Milanese de Milán, Italia.
- En 1982 expone en Galleria d'Arte La Ginestra de Recanati, Italia.
- En 1982 expone en Libreria delle Donne de Florencia, Italia.
- En 1983 expone en Cooperativa Culturale “Romano Giorgi” de Montecassiano, Italia.
- En 1983 expone en Circolo Culturale San Donato Milanese del Istituto Italiano di Cultura per i Paesi Bassi de Ámsterdam, Países Bajos.
- En 1986 expone en Galleria d'Arte La Ginestra de Recanati, Italia.
- En 1986 expone en Galleria Gentili de Recanati, Italia.
- En 1987 expone en Galleria Civica “G. B. Salvi” de Sassoferrato, Italia.
- En 1988 expone en Galleria d'Arte La Ginestra de Recanati, Italia.
- En 1988 expone en Galleria Il Principe Avag Art de Iesi, Italia.
- En 1988 expone en Museo Ambiente Villa Lauri de Pollenza, Italia.
- En 1988 expone en San Severino Marche, Italia.
- En 1988 expone en Centro d'Arte L'Idioma de Ascoli Piceno, Italia.
- En 1989 expone en Galleria della Torre de Faenza, Italia.
- En 1993 expone en Galleria d'Arte La Ginestra de Recanati, Italia, junto a Enrico Trillini.
- En 2003 expone en Mole Vanvitelliana, Sala Box de Ancona, Italia.
- En 2006 la editorial Alción Editora publica Paralelas y Solitarias,[6] donde se recopilan cuentos escritos durante los primeros años de exilio (1976-1986).
- En 2017 se realiza la exposición de sus obras en Spaziocultura Art Gallery de Recanati, Italia.

## Premios y reconocimientos
- En 1979 recibe Piccola Europa XXIX Rassegna del l'Università degli Studi di Urbino. Saddoferrato (AN).
- En 1980 recibe Piccola Europa XXX Rassegna del l'Università degli Studi di Urbino. Saddoferrato (AN).
- En 1981 recibe Premio Acquisto Comune Acquaviva Picena.
- En 1981 recibe Premio Acquisto Comune Sassoferrato (AN).
- En 1982 recibe Piccola Europa XXXII Rassegna del l'Università degli Studi di Urbino. Saddoferrato (AN).
- En 1988 recibe Mediterraneo d'oro. Centgro internazionale di ricerca sull'arte contemporanea del mediterraneo.[1]